# Список умерших в 1419 году

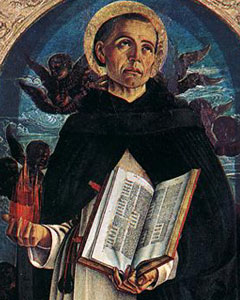
Викентий Феррер

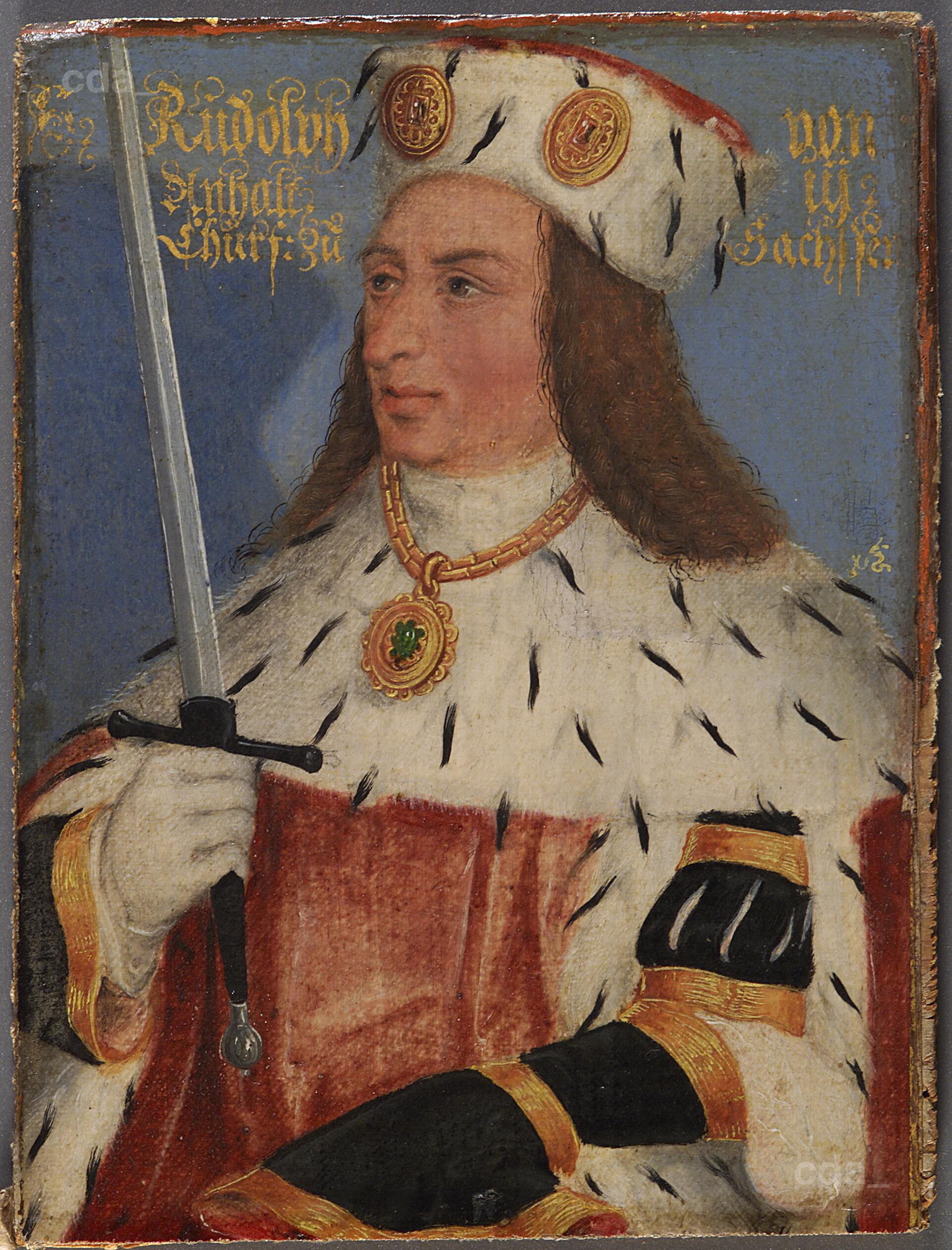
Рудольф III

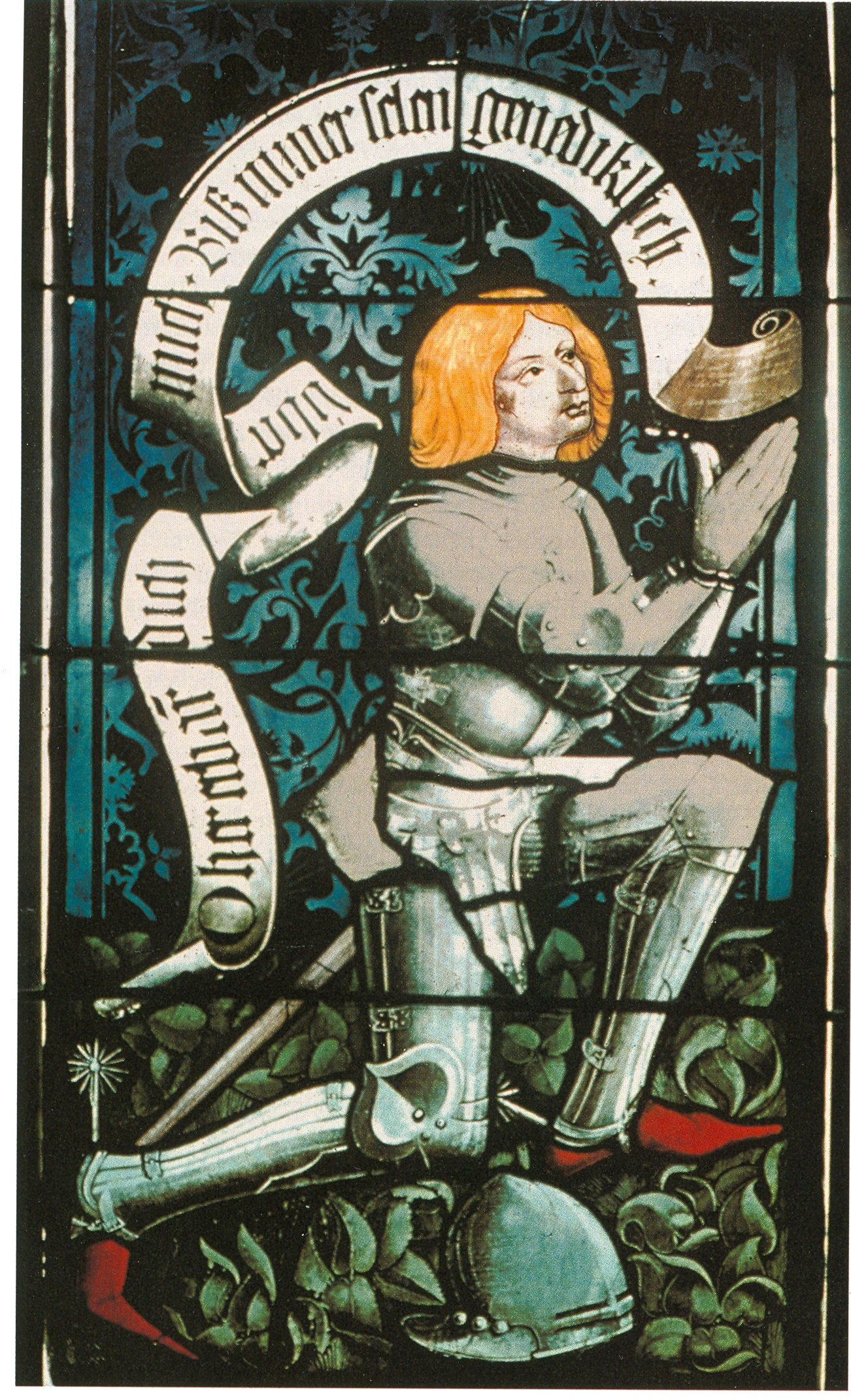
Эберхард IV Младший

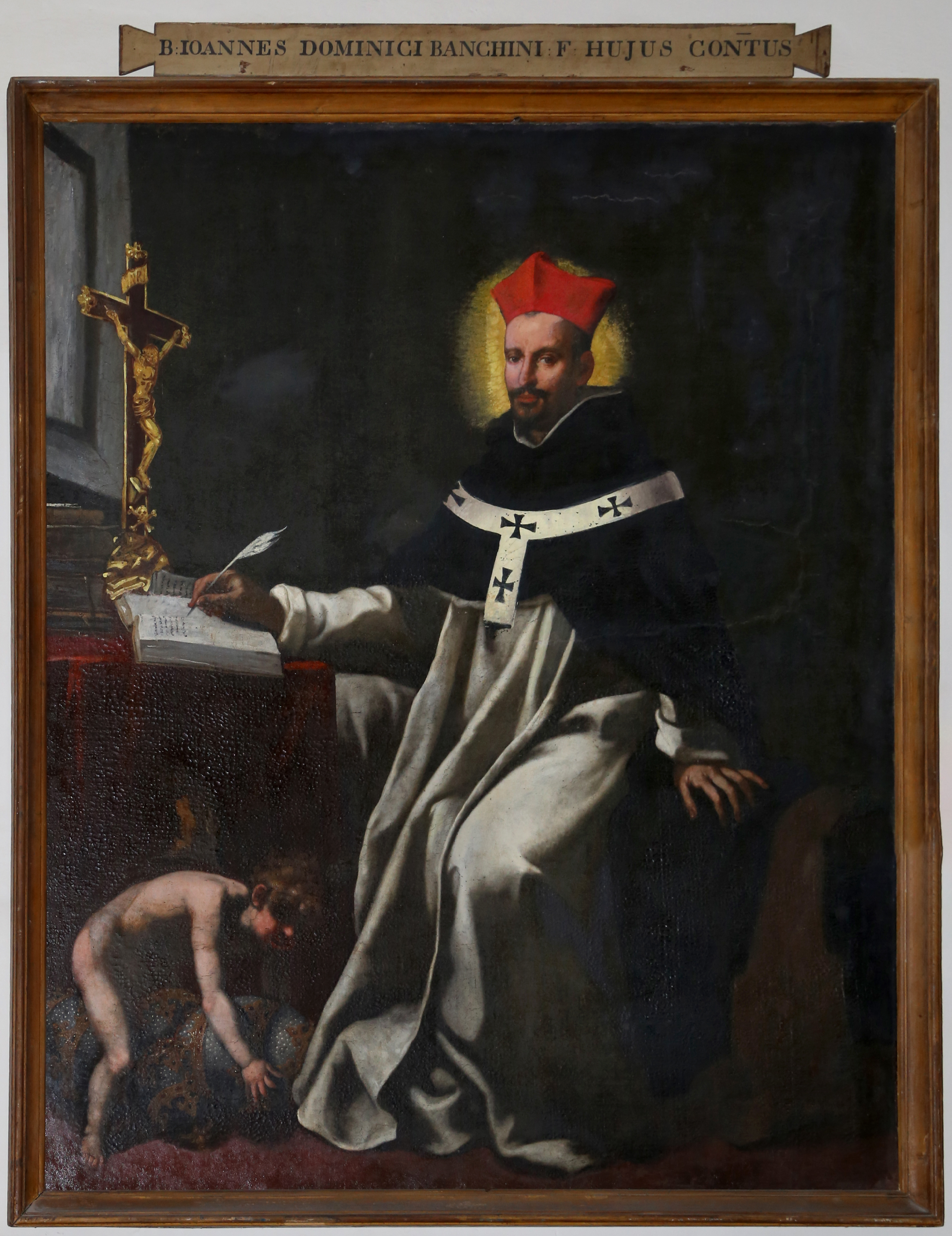
Джованни Доминичи

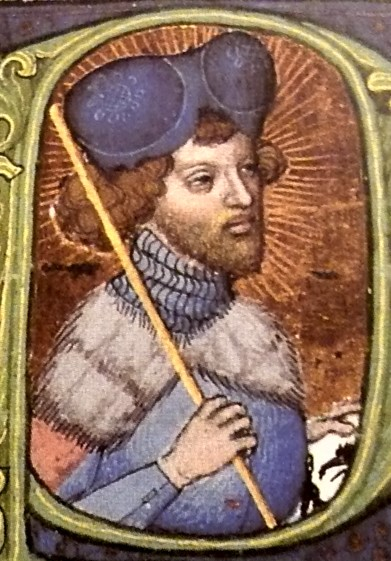
Вацлав IV

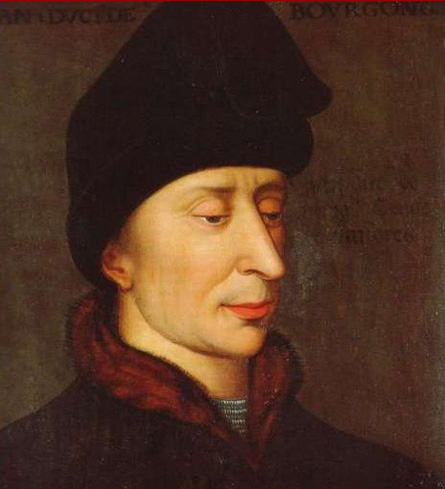
Жан Бесстрашный

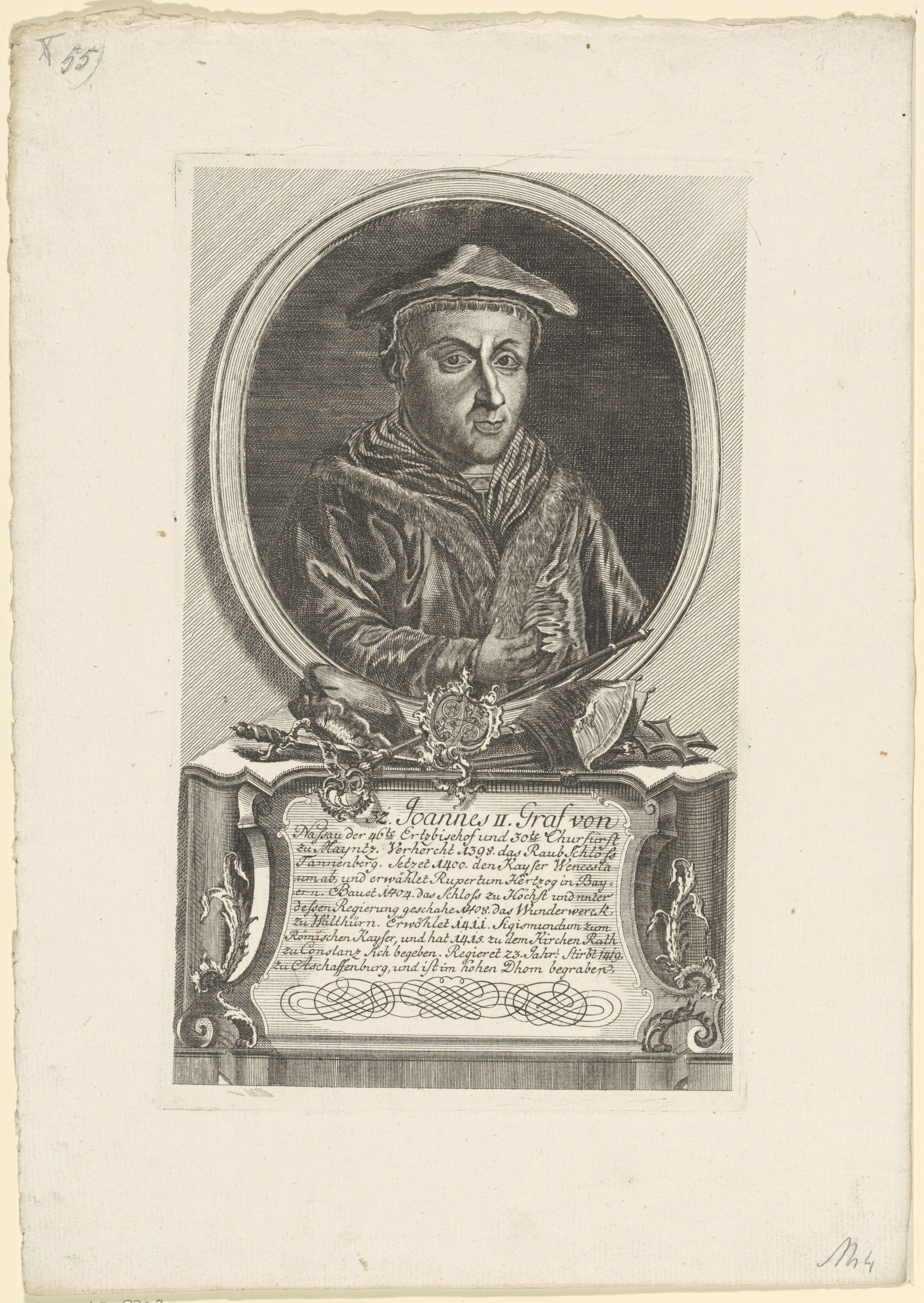
Иоганн II Нассауский

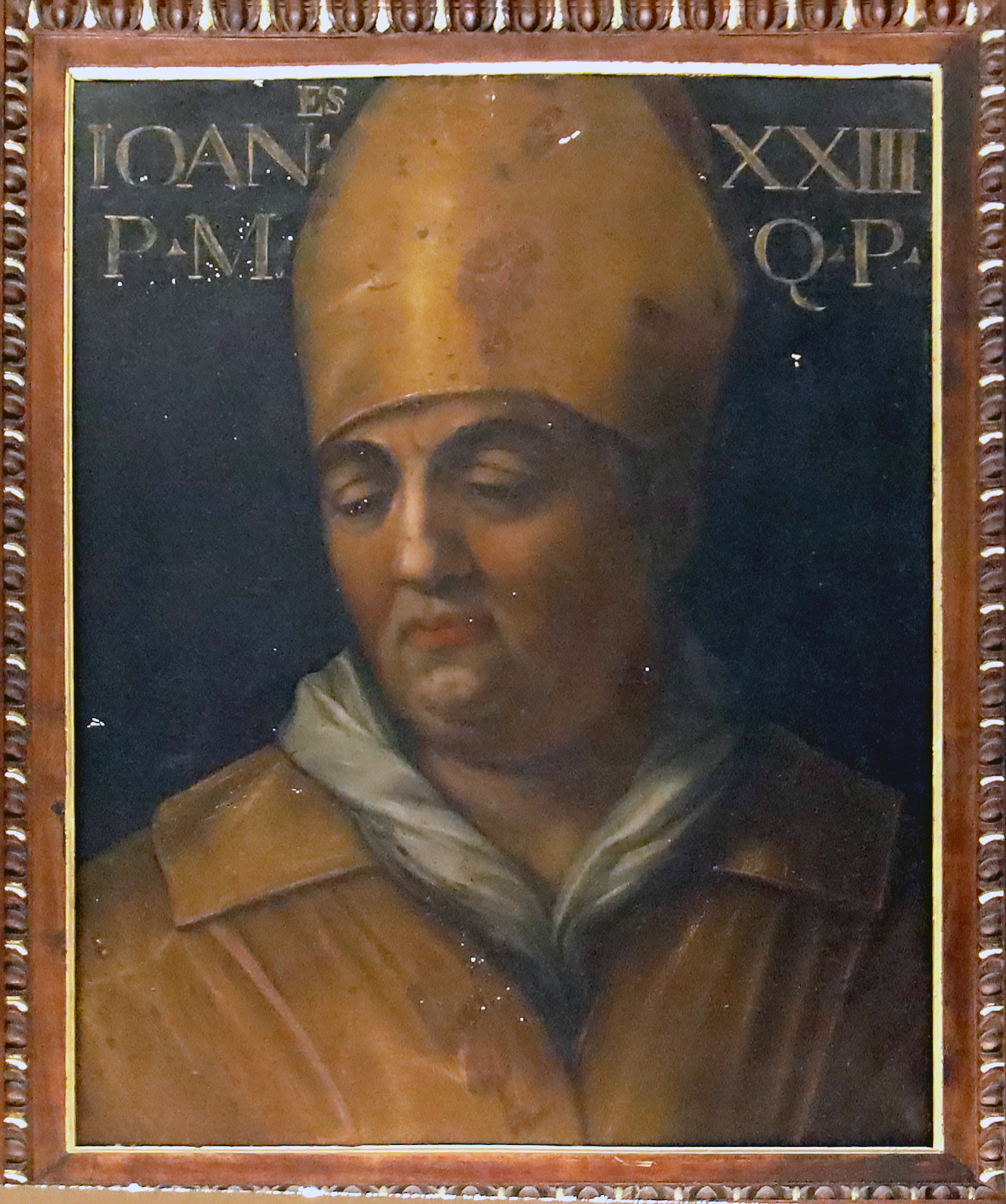
Антипапа Иоанн XXIII

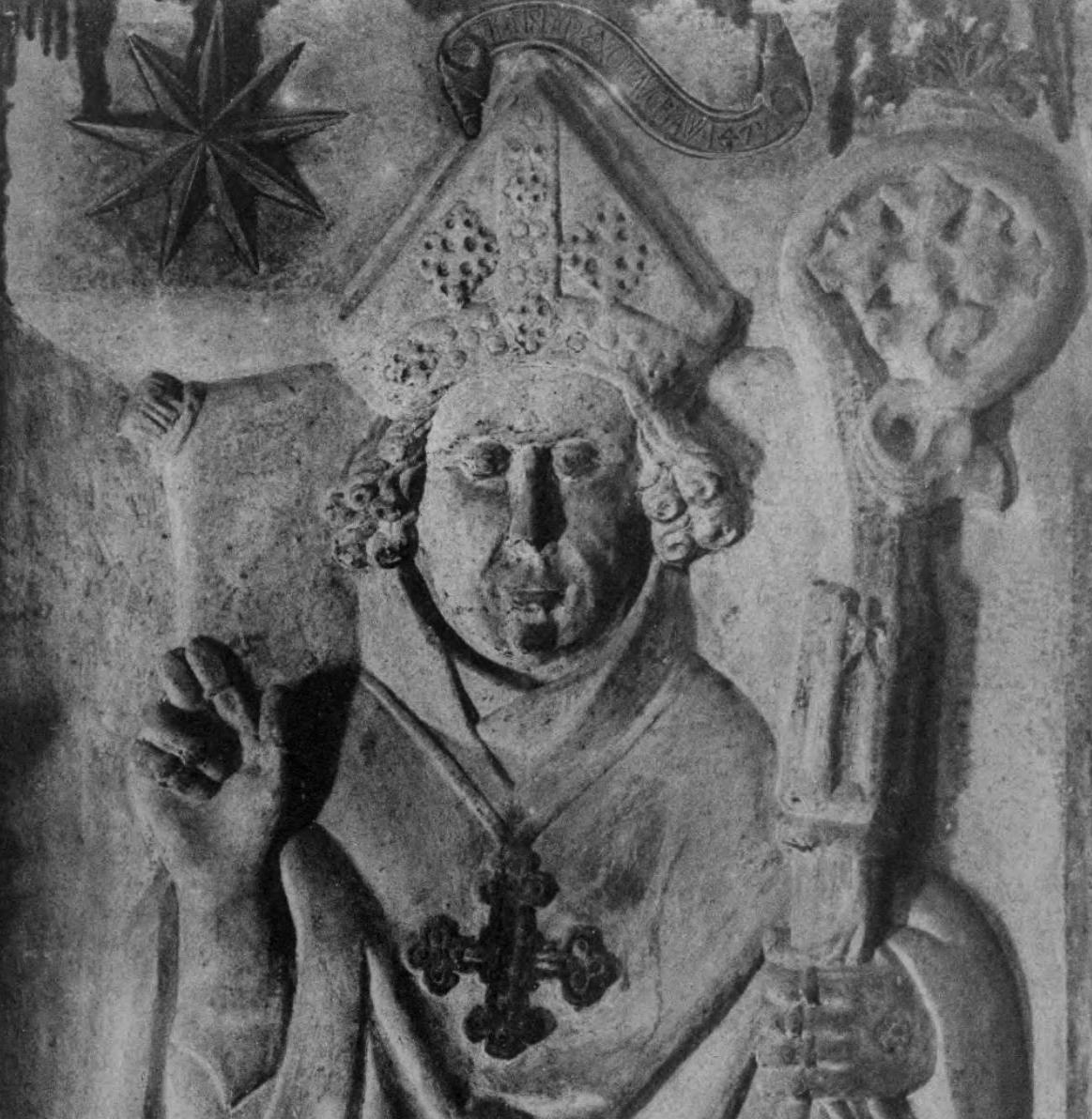
Вацлав II Легницкий

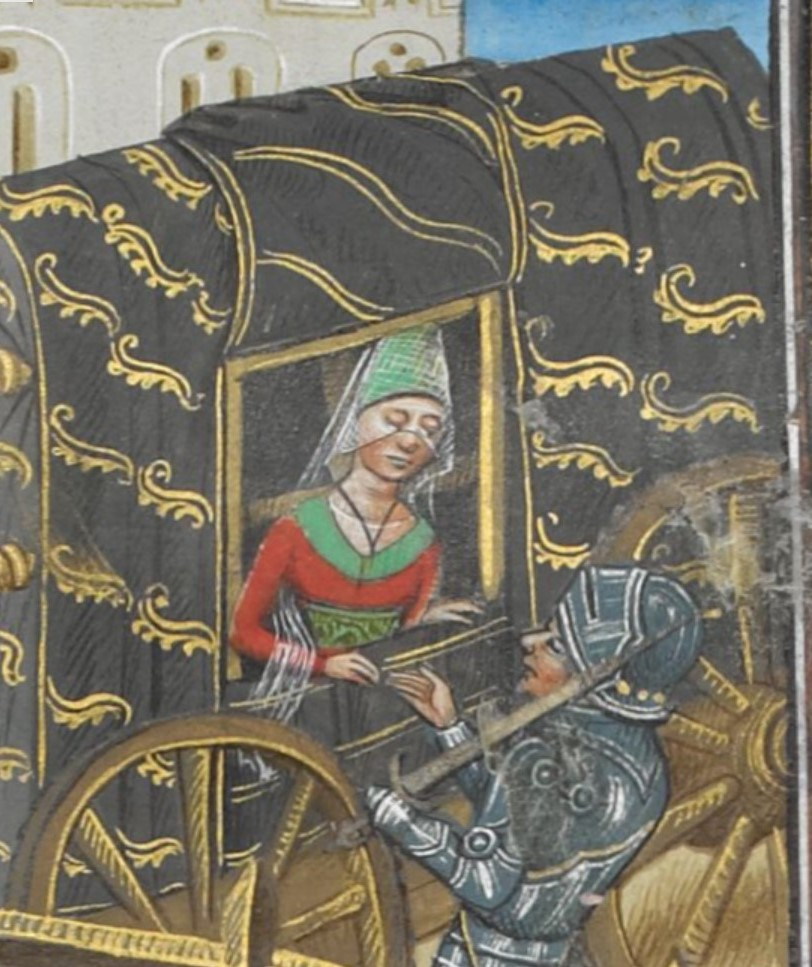
Маргарита де Карруж

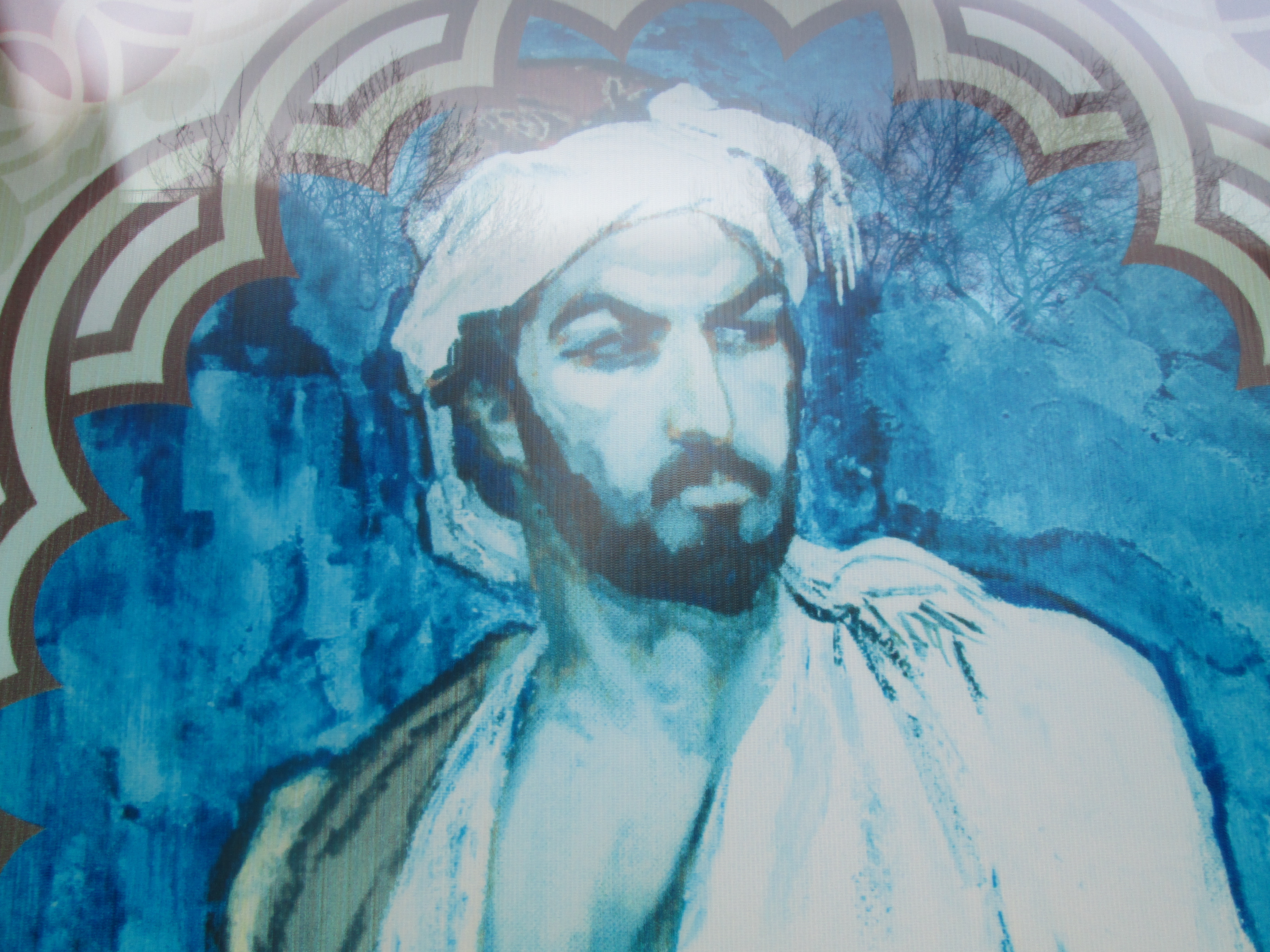
Насими

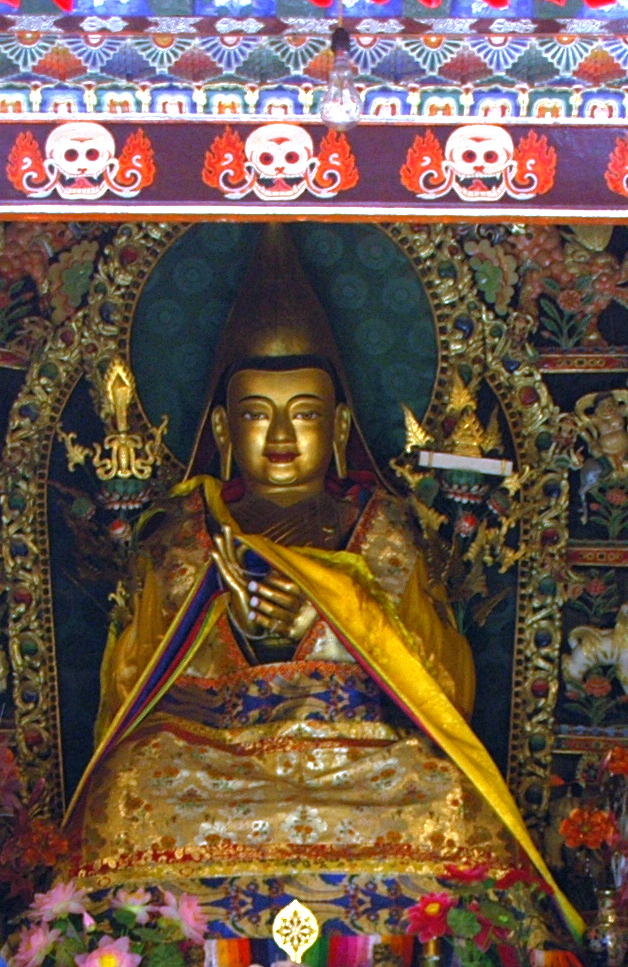
Цонкапа

В этой статье представлен список известных людей, умерших в 1419 году.
См. также: Категория:Умершие в 1419 году

## Апрель
- 5 апреля — Викентий Феррер (69) — католический святой, монах-доминиканец, философ, богослов и проповедник.

## Май
- 28 мая — Иоганн V Валленроде — рижский архиепископ (1393—1418), архиепископ Льежа (1418—1419)

## Июнь
- 10 июня — Джованни Доминичи — итальянский кардинал и писатель, архиепископ Рагузы (1408—1409), кардинал-священник Сан-Систо (1408—1419), святой католической церкви.
- 11 июня — Рудольф III — герцог Саксен-Виттенбергский, курфюрст Саксонии.
- 28 июня — Амедео ди Салуццо — епископ Валанса (1383—1388), псевдокардинал-дьякон  Санта-Мария-делла-Скала (1383—1417), кардинал-дьякон Санта-Мария-делла-Скала (1417—1419),  Камерленго Коллегии кардиналов (1403—1419)

## Июль
- 2 июля — Эберхард IV Младший (30) — граф Вюртемберга (с 1417).

## Август
- 16 августа — Вацлав IV (58) — курфюрст—маркграф Бранденбурга (1373—1378), король Германии (формально Римский король) (1376—1400) под именем Венцель; король Чехии (с 1378), герцог Люксембурга (1383—1388).

## Сентябрь
- 3 сентября — Эдмунд Стаффорд, 2-й барон Стаффорд из Клифтона (с 1381), епископ Эксетера (с 1395), хранитель Малой печати (1391—1396), канцлер Англии (1396—1399, 1401—1403).
- 10 сентября — Жан Бесстрашный (48) — граф Невера (1384—1404), граф Шароле (1404—1410),  герцог Бургундии (1404—1419), граф Бургундии (1405—1419), граф Фландрии, и Артуа (1405—1419); убит арманьяками.
- 23 сентября — Иоганн II Нассауский — архиепископ майнцский (1397—1419).
- 26 сентября — Чонджон (62) — 2-й ван корейского государства Чосон (1398—1400).

## Декабрь
- 5 декабря — Эдуард де Куртене — 4-й барон Куртене (1374—1419), 3/11-й граф Девон (1377—1419).
- 22 декабря — Иоанн XXIII — кардинал-дьякон Сант-Эустакьо (1402—1410), антипапа (1410—1415), кардинал-епископ Фраскати (1419).
- 30 декабря — Вацлав II Легницкий — князь Легницкий (1364—1413) (вместе с братьями), епископ Любушский (1378—1382) и Вроцлавский (1382—1417), князь Ныский (1382—1417).
- Хуан Альфонсо Пиментель и Васкес де Фонсека — португальский и кастильский дворянин, первый граф де Бенавенте (1398—1419).

## Дата неизвестна или требует уточнения
- Байдибек Карашаулы— легендарный персонаж, который считается казахским бием, активно участвовавшим в объединении казахского народа.
- Антонио ди Боэтио — итальянский чиновник, хронист и поэт.
- Дервиш-хан — хан Золотой Орды (1417—1419); свергнут и убит в междоусобной войне.
- Едигей — беклярбек Золотой Орды в конце XIV — начале XV веков, основатель Мангытского юрта и династии, возглавившей Ногайскую Орду, родоначальник князей Урусовых и Юсуповых; убит в междоусобной борьбе.
- Кадыр-Берди  — хан Золотой Орды (1419); убит в междоусобной войне.
- Маргарита де Карруж — французская аристократка, героиня книги Эрика Джагера «Последняя дуэль: правдивая история испытания битвой в средневековой Франции» (2004) и художественного фильма Ридли Скотта «Последняя дуэль» (2021).
- Луи II — седьмой и последний граф Валентинуа и Диуа (1374—1419)
- Мухаммед Парса— мусульманский богослов, представитель ханафитской школы и суфийский мистик, учёный-правовед (возможно умер в 1420 году).
- Насими — поэт, писавший на азербайджанском, а также персидском и арабском языках.
- Роман Сидорович — псковский посадник.
- Цонкапа  — тибетский религиозный деятель, философ и проповедник, реформатор тибетского буддизма и основатель школы гелуг.
- Эракль II де Рошбарон — сеньор де Рошбарон, де Монтару и де Сен-Дени, сенешаль и военачальник Иоанна Бесстрашного во время Столетней войны.
- Ян Птачек — богемский землевладелец и дворянин